# مقاطعة كرولي (كولورادو)
مقاطعة كرولي (بالإنجليزية: Crowley County)‏ هي إحدى مقاطعات ولاية كولورادو في الولايات المتحدة الأمريكية.